# Арелга
Арелга (Елга, Яр-Елга) — река в России, течёт по территории Белебеевского района Башкортостана. Устье реки находится на высоте 173 м над уровнем моря в 102 км по левому берегу реки Усень. Длина реки — 16 км, площадь водосборного бассейна — 71,2 км².

## Данные водного реестра
По данным государственного водного реестра России относится к Камскому бассейновому округу, водохозяйственный участок реки — Ик от истока и до устья, речной подбассейн реки — бассейны притоков Камы до впадения Белой. Речной бассейн реки — Кама.
Код объекта в государственном водном реестре — 10010101312111100028268.